# Yrkesregistret
Yrkesregistret är en statistikdatabas vid Statistiska centralbyrån, SCB, som visar hur många som arbetar inom olika typer av yrken i Sverige. Det går också att se hur yrkesutvecklingen inom olika branscher och samhällssektorer ser ut.
Uppgifter om yrke används bland annat till utbildnings-, sysselsättnings- och samhällsplanering, yrkesmedicinsk och samhällsvetenskaplig forskning, för att ta fram prognoser samt inom hälso- och sjukvårdsplanering. Dessutom finns intresse för yrkesuppgifter i andra sammanhang, inte minst från olika intresseorganisationer inklusive arbetsmarknadens parter. 